# ラスト・イグジット (イギリスのバンド)
ラスト・イグジット（Last Exit）は、イギリスのジャズ・フュージョン・バンド。ポリスを結成する前のスティングが所属していたバンドとして知られる。80年代後半から90年代初頭に活動していたアメリカの同名のフリー・ジャズ・バンドとは全く関係がない。

## 来歴
元々ニューカッスル・ビッグバンドのメンバーだったベーシストのスティングとキーボード奏者のジェリー・リチャードソンが、ウェザー・リポートやリターン・トゥ・フォーエヴァーなどの現代のジャズアンサンブルの影響を受け、ドラマーのロニー・ピアソン(フェニックス・ジャズメンでもプレイした)、ギタリストのジョン・ヘドリー（後にテリー・エリスに交代)の4人で1974年、ニューカッスルで結成した。バンド名は、ヒューバート・セルビー・ジュニアの小説『ブルックリン最終出口』（原題：Last Exit to Brooklyn）に由来する。
彼らはリターン・トゥ・フォーエヴァーのようなスタイルをコピーし、優れたソロとドライブするビートが売りのバンドで、ニューカッスル界隈では主導的な立場を務めていた。1975年 リチャードソン作曲による「Whispering Voices」というシングルを出し、1976年にはロンドンの Pathway Studios でいくつかのデモテープを録音した。そのデモは、ヴァージン・レコードのリチャード・ブランソンに興味を抱かせたが、彼は音楽出版の社長として、スティングと（だけ）契約した。このことは、メンバーの間に難しい空気を生んだが、ロンドンに拠点を移すことに決め、スティングが先に移住。年末には地元の大学で「お別れコンサート」を行った（このコンサートを偶然スチュワート・コープランドが観たことがポリス結成のきっかけとなった）。
1977年、残りのメンバーもロンドンに移り、いくつかのギグを行ったが、結局ニューカッスルに帰ってしまった。スティングはスチュワート・コープランドとヘンリー（アンリ）・パドゥバーニとともに既に結成していたポリスの活動に専念した。リチャードソンは ビリー・オーシャンのバンドで音楽監督を務めた。
1996年、スティングは6枚目のソロ・アルバム『マーキュリー・フォーリング』のレコーディングに、オルガン奏者としてリチャードソンを招いた。
「I Burn For You」や「Bring on the Night」など、ラスト・イグジットのナンバーのうちいくつかは、ポリスやスティングのソロでレコーディングされている。

## ディスコグラフィ
- First from Last Exit (1975) (cassette album)
- "Whispering Voices/Evensong" (1975) (single)